# Partito Socialista Belga
Il Partito Socialista Belga (in olandese Belgische Socialistische Partij – BSP, in francese Parti socialiste belge – PSB) è stato un partito politico belga dal 1945 al 1978, di orientamento socialdemocratico. Nel 1978 si scisse in un partito vallone (Partito Socialista) e in un partito fiammingo (Partito Socialista Differente).

## Storia
Il Partito Socialista Belga venne fondato alla fine della seconda guerra mondiale da esponenti del Partito Operaio Belga, attivo tra il 1885 e l'inizio dell'occupazione tedesca del Belgio nel 1940. Il partito era appoggiato da vari movimenti sindacali e organizzazioni cooperative, che tuttavia erano autonomi dal partito. Era più forte in Vallonia rispetto alle Fiandre.
Nel periodo della sua esistenza, il PSB-BSP fu al governo tre volte: dal febbraio 1945 al giugno 1949 con Achille Van Acker, Paul-Henri Spaak e Camille Huysmans, poi dall'aprile 1954 al giugno 1958 con Achille Van Acker e infine dal gennaio 1973 all'aprile 1974 con Edmond Leburton. Si alternarono al governo con il partito sociale cristiano, un partito moderato di centrodestra; le principali materie di scontro erano le politiche sociali e scolastiche, in particolare il sostegno da dare all'istruzione pubblica o privata. I governi socialisti promossero varie riforme economiche e sociali, instaurando un sistema di stato sociale.

### Crisi e scissione
Dagli anni '60 la lotta politica in Belgio tese ad articolarsi sempre di più lungo la linea fiamminghi-valloni piuttosto che la linea socialisti-cattolici democratici. I socialisti valloni svolsero un ruolo in questo cambiamento, reclamando con sempre maggiore forza una riforma dello stato in senso federale per rispondere meglio ai problemi economici della Vallonia, mentre alcuni socialisti fiamminghi promossero una scissione nel 1968, creando il movimento dei "Leoni rossi".
Nel 1970 i socialisti si impegnarono per inserire nella costituzione del Belgio una soluzione "comunitaria e regionalistica" per superare le divisioni linguistico-culturali. I fiamminghi ottennero l'autonomia culturale richiesta, mentre i valloni non riuscirono ad ottenere quella economica. Questa situazione acuì le divisioni linguistiche interne ai vari partiti del Paese, che si scissero gradualmente tra valloni e fiamminghi. Il partito socialista belga introdusse una co-presidenza nel 1971, eleggendo un co-presidente per ciascuna delle due comunità linguistiche, e si divise definitivamente nel 1978, dando luogo al Partito Socialista vallone e al Partito Socialista Differente delle Fiandre.

## Presidenti
| Presidenti BSP/PSB | Presidenti BSP/PSB                                                                                                 | Presidenti BSP/PSB |
| Presidente         | Periodo | Note |
| ------------------ | --- | --- |
| Achille Delattre   | 27 marzo 1942 – ottobre 1942                                                                                       | |
| Achille Van Acker  | ottobre 1942 – 4 ottobre1944                                                                                       | Eletto il 17 settembre 1944. |
| Achille Delattre   | 4 ottobre 1944 – 8 ottobre 1945                                                                                    | Presidente ad interim. |
| Max Buset          | 8 ottobre 1945 – 28 giugno 1959                                                                                    | Eletto l'8 ottobre 1945, rieletto il 27 ottobre 1947, il 6 novembre 1949, il 23 marzo 1952, il 12 dicembre 1954, il 25 novembre 1956 e il 14 dicembre 1958. Deceduto in carica. |
| Léo Collard        | Eletto il 10 luglio 1959, rieletto il 18 dicembre 1960, il 30 giugno 1963, l'11 dicembre 1965 e il 12 giugno 1968. | |

| Co-presidenza (dal 1971)         | Co-presidenza (dal 1971)          | Co-presidenza (dal 1971)                                                                        | Co-presidenza (dal 1971) | Co-presidenza (dal 1971)           | Co-presidenza (dal 1971) |
| Co-presidente di lingua olandese | Periodo                           | Note                                                                                            | Co-presidente            | Periodo                            | Note |
| -------------------------------- | --------------------------------- | ----------------------------------------------------------------------------------------------- | ------------------------ | ---------------------------------- | --- |
| Jos Van Eynde                    | 24 gennaio 1971 – 1° marzo 1975   | Eletto il 24 gennaio 1971.                                                                      | Edmond Leburton          | 24 gennaio 1971 - 3 febbraio 1973  | Eletto il 24 gennaio 1971. |
| Willy Claes                      | 1° marzo 1975 – 27 giugno 1977    | Eletto il 1° marzo 1975, rieletto il 27 marzo 1977.                                             | André Cools              | 3 febbraio 1973 – 26 novembre 1978 | Presidente facente funzioni fino al 28 aprile 1973. Eletto ufficialmente il 28 aprile 1973. Rieletto il 1° marzo 1975 e il 27 marzo 1977. |
| Karel Van Miert                  | 27 giugno 1977 – 26 novembre 1978 | Presidente facente funzioni fino al 17 dicembre 1977, eletto ufficialmente il 17 dicembre 1977. |                          |                                    | |